# Stobno (osada leśna w powiecie czarnkowsko-trzcianeckim)
Stobno – osada leśna w Polsce położona w województwie wielkopolskim, w powiecie czarnkowsko-trzcianeckim, w gminie Trzcianka.